# Опесін (Здунськовольський повіт)
Опесін (пол. Opiesin) — село в Польщі, у гміні Здунська Воля Здунськовольського повіту Лодзинського воєводства.
Населення — 498 осіб (2011).
У 1975-1998 роках село належало до Серадзького воєводства.

## Демографія
Демографічна структура станом на 31 березня 2011 року:
|          | Загалом | Допрацездатний вік | Працездатний вік | Постпрацездатний вік |
| -------- | ------- | ------------------ | ---------------- | -------------------- |
| Чоловіки | 253     | 53                 | 171              | 29                   |
| Жінки    | 245     | 52                 | 137              | 56                   |
| Разом    | 498     | 105                | 308              | 85                   |